# Tolleshunt Major
Tolleshunt Major – wieś w Anglii, w hrabstwie Essex, w dystrykcie Maldon. Leży 20 km na wschód od miasta Chelmsford i 68 km na północny wschód od Londynu.